# Balderik
Balderik (Balderih, Baldrik; v zgodnjih zapisih imenovan Bald[e]ricus), furlanski plemič.
Bil je furlanski prefekt  in hkrati tudi frankovski  mejni grof,  ki je uspel zadušiti upor  Ljudevita Posavskega.  Njegova upravna oblast se je razen nad Furlanijo razširjala  še nad Karniolo,  Istro, Karantanijo, Spodnjo Panonijo in morda tudi nad Zgornjo Panonijo.

## Zmaga nad Ljudevitom Posavskim
Kmalu potem, ko se je uprl spodnjepanonski knez Ljudevit Posavski, je umrl dotedanji furlanski prefekt  Kadolah. Na njegovo mesto je prišel Balderik, sposoben vojskovodja, ki je že leta 819 ob Dravi premagal Ljudevitovo vojsko, da bi preprečil širitev upora iz posavske južne Spodnje Panonije in sicer verjetno v severno (karantansko) Spodnjo Panonijo. Kljub zmagi se je upor razširil celo na starem karantanskem ozemlju in naslednjega leta so bili najbolj na udaru ravno uporniki na območju Karantanije, kjer so bili Ljudevitovi pristaši kar trikrat zaporedoma poraženi.  Balderik si  je tedaj podredil Karniolce in Karantance- pri čemer se je njegova oblast razširila nad celotno Karantanijo, obenem pa vsaj nad Spodnjo Panonijo severno od Drave, če ne celo preko Zgornje Panonije.

## Bolgari in Balderikov zaton
Leta 825 je bolgarski kan Omurtag Frankom zagrozil z vojno, vendar pa sta Balderik in bavarski grof Gerold II. kot varuha avarske meje še leta 826 vzhodnofrankovskemu kralju Ludviku Pobožnemu zatrdila, da ni slutiti kakšne posebne bolgarske nevarnosti. Toda že naslednje leto so Bolgari preplavili Panonijo, odstavljali domače slovanske kneze med dotedanjimi frakovskimi vazali in na njihovo mesto postavljali svoje upravitelje. V iskanju krivca za nastalo situacijo je najkasneje leta 828 kratko potegnil Balderik, kajti Gerold II. je bil stric mladega vzhodnofrankovskega kralja Ludvika Pobožnega. Balderik je bil odstavljen, z upravno reformo je bila njegova prefektura razdeljena na štiri grofije, obenem pa se je oblikovala nova bavarska prefektura pod oblastjo Gerolda II.

## Zunanji viri
- Herwig Wolfram (1991). Karantanija med vzhodom in zahodom: Obri, Bavarci in Langobardi v 8. In 9. stoletju. Iz: Zgodovinski časopis 41 (1991), 2, strani 177-187.
- Fawley Charles and FMG (verzija 16.12.2009). Northern Italy (1)..